# Alvise Pérez
Alvise Pérez, właśc. Luis Pérez Fernández (ur. 26 lutego 1990 w Sewilli) – hiszpański polityk i osobowość internetowa, deputowany do Parlamentu Europejskiego X kadencji.

## Życiorys
Po ukończeniu szkoły średniej studiował politologię i administrację publiczną na uniwersytecie kształcenia na odległość (UNED), nie kończąc tych kierunków. W trakcie studiów dołączył do centrowej partii Związek, Postęp, Demokracja. Mając 22 lata, wyjechał do Leeds. Kształcił się w zakresie filozofii politycznej i ekonomii na University of Leeds (studiów tych także nie ukończył), pracował w Instytucie Cervantesa. Działał w młodzieżówce Liberalnych Demokratów. W 2017 dołączył do ugrupowania Ciudadanos. Kierował gabinetem Toniego Cantó, wówczas posła do regionalnego parlamentu Walencji. W 2019 zrezygnował z działalności w partii. Przeprowadził się do Madrytu. Zajął się prowadzeniem własnej działalności gospodarczej w zakresie doradztwa komunikacyjnego i prowadzenia kampanii.
Zyskiwał także rozpoznawalność i popularność w mediach społecznościowych, w 2024 jego profile w serwisach Telegramie, Twitter i Instagram miały łącznie około 1,8 miliona obserwujących. Alvise Pérez zajął się publikowaniem w nich różnych treści, które – jak sam twierdził – pozyskiwał od licznych informatorów. Krytycy zarzucali mu propagowanie nieprawdziwych informacji, jego działalność wprost określano jako „fabrykę fake newsów”. W trakcie pandemii COVID-19 opublikował nieprawdziwą informację, że kandydat socjalistów Salvador Illa w wyborach regionalnych w Katalonii miał pozytywny wynik testu na COVID-19 przed wyborczą debatą. Twierdził też, że była burmistrz Madrytu Manuela Carmena otrzymała do domu do celów prywatnych respirator, aby uniknąć hospitalizacji; Alvise Pérez został przez nią pozwany, w pierwszej instancji zasądzono od niego na rzecz powódki 5 tys. euro. Insynuował, że firma dziennikarki Any Pastor dopuszcza się nieprawidłowości, a także rozpowszechniał zdjęcia z jej prywatnej kolacji z mężem, określając ich mianem „mafii”; skutkowało to dwoma przegranymi przez niego procesami. Został też pozwany m.in. przez polityka José Luisa Ábalosa po tym, jak opublikował jego prywatne zdjęcia z domu i sugerował, że może on mieć problemy psychiczne.
Alvise Pérez zorganizował i został liderem ruchu politycznego Se Acabó La Fiesta. Ugrupowanie to wystawiło własną listę w wyborach europejskich w 2024, uzyskując trzy miejsca w Parlamencie Europejskim X kadencji, z których jego przypadło jej liderowi.